# آن پسر دخترم است
آن پسر دخترم است (به انگلیسی: He's My Girl) فیلمی است محصول سال ۱۹۸۷ و به کارگردانی گابریله بئومونت است. در این فیلم بازیگرانی همچون تی کی کارتر، دیوید هالیدی، جنیفر تیلی، بیبی بچ، دیوید کلنون ایفای نقش کرده‌اند.